# SŽD-Baureihe Щэл1
Als SŽD-Baureihe  Щэл1 (deutsche Transkription: Schtschel1) wird eine der ersten Diesellokomotiven der Sowjetischen Eisenbahnen (SŽD) bezeichnet.

## Geschichte
Sie war zunächst als ЮЭ2 geführt, mit Blick darauf, dass es bereits eine Lokomotive ЮЭ1 gab. Diese Bezeichnung wurde zu Ehren des Konstrukteurs der ЮЭ1 Juri Wladimirowitsch Lomonossow mit Vornamen Juri (Юрий) gewählt. Dieser fiel jedoch in Ungnade, als er dauerhaft die Sowjetunion verließ, und so erfolgte auch eine Umbenennung seiner Lok zunächst in „ЮЭ2“, während die jetzige Щэл1 zunächst zur „ЮЭ1“, dann zur Щ-эл-1 bzw. ЩЭЛ 1 wurde.
Die Maschine wurde nach den Entwürfen von Jakow Modestowitsch Gakkel im Baltischen Werk in Leningrad am 5. August 1924 fertiggestellt. An der Entwicklung beteiligt waren Alexander Rajewski und Nikolai Schtschukin. Konstruktiv war sie mit zehn Treibachsen und Einzelachsantrieb ausgelegt. Die Treibachsen verteilen sich auf drei Drehgestelle, die Enddrehgestelle weisen zusätzlich noch je einen Laufradsatz auf. Daraus ergibt sich die seltene Achsfolge (1’Co)Do’(Co1’).
Im Betrieb der SŽD wurde die Щэл1 von 1925 bis 1927 auf der Strecke Moskau–Kursk und im Kaukasus eingesetzt. Aufgrund häufiger Reparaturen wurde sie zunächst abgestellt und ab 1934 als Kraftwerk zur Stromlieferung benutzt.
Die Lokomotive war ab 1972 als Denkmal vor dem Depot Chowrino der Oktober-Eisenbahn im Norden Moskaus aufgestellt. 1997 wurde sie dem Museum der Oktober-Eisenbahn übergeben, zu diesem Zeitpunkt noch in Schuschary im Süden Sankt Petersburgs. Nach der Neueröffnung des Museums im früheren Warschauer Bahnhof von Sankt Petersburg 2001 war sie dort ausgestellt. Nachdem aufgrund von Baumaßnahmen die Gleisverbindung zum Warschauer Bahnhof abgebaut wurde, ist sie zum neuen Standort des Russischen Eisenbahnmuseums am Baltischen Bahnhof umgesetzt worden.